# 羅雲琦
羅雲琦（1997年4月17日—），是一位香港女演員、歌手和模特儿。

## 簡歷
羅雲琦從小和家人移民香港。她在香港中文大學畢業後被星探發掘，開始模特兒的演藝生涯。她曾獲得第八屆全國平面模特大賽冠軍、2016年微博全球校花評選年度總冠軍、胸模大賽冠軍。
2015年年底，她參與拍攝懸疑電影《比基尼驚魂夜》。2016年成為全職演員。影視代表作品《龍之戰》、《比基尼驚魂夜》、《奇葩追女仔》、《不婚之野蠻女友》、《三炮哥重出江湖》、《感恩有緣》、《最初的溫柔》、《膽笑心驚》、《島魂》、《瘋狂相親》、《葩葩組合》、《我的仙尊女友》、《峰外妖擾》、《夜宿之買屍還棺》等20余部作品。歌曲代表作《最佳表演獎》。 

## 獲獎
- 2018年第20屆上海電影節傳媒關注單元開幕電影。
- 2019年獲得第17屆中國電影華表獎最佳故事獎。

## 音樂作品
- 2018年 《笑口常開好運連連》
- 2018年 《想你愛你戀你》
- 2019年 《好運來喜事來》

## 演出電影
- 2017年《感恩有缘》 [3]
- 2017年《不婚之野蛮女友》 [4]
- 2017年《部落末日》 [5]
- 2017年《膽笑心驚》 [6]
- 2017年《老板，去哪兒》 [7]
- 2017年《奇葩追女仔》
- 2018年《瘋狂的比特幣》 [8]
- 2022年 《茂芝火種》[9]

## 綜藝節目
- 2017年：深圳電視台娛樂生活頻道 《健身總動員》 [10]

## 外部連結
- 東網：羅雲琦唔怕醜齋Talk兩粒鐘 （页面存档备份，存于）
- 網易娛樂：2018年網紅路線閑談 羅雲琦成功轉型娛樂圈 （页面存档备份，存于）
- 東網：【有操守】I Cup羅雲琦玩綑綁搞到成身泥 （页面存档备份，存于）
- 東網：【水蜜圖】I Cup羅雲琦胸大勁煩惱 （页面存档备份，存于）
- 東網：羅雲琦呻I Cup難買Bra （页面存档备份，存于）